# My Heart Belongs to Daddy (chanson)
Pour les articles homonymes, voir My Heart Belongs to Daddy (homonymie).
Clip vidéo
[vidéo] « Marilyn Monroe - My Heart Belongs to Daddy », sur YouTube
My Heart Belongs to Daddy (mon cœur appartient à papa, en anglais) est un standard de jazz américain composé par Cole Porter (sur un livret de Bella Spewack) pour sa comédie musicale Leave It to Me! de 1938 (interprétée par Mary Martin). Cette chanson devient un des succès sex-symbol emblématiques de Marilyn Monroe, avec sa reprise pour le film musical Le Milliardaire de George Cukor, en 1960.

## Histoire
Cette chanson est interprétée pour la première fois par Mary Martin pour la comédie musicale Leave It to Me!, créée le 9 novembre 1938 à l'Imperial Theatre de Brodway de Manhattan à New York (jouée jusqu'en 1939 avec plus de 291 représentations...). Mary Martin l’interprète à nouveau dans le film musical Love Thy Neighbor (en) de Mark Sandrich en 1940, puis pour le film Nuit et Jour, de Michael Curtiz en 1946 (biographie de Cole Porter, joué par Cary Grant).
Marilyn Monroe (au sommet de son succès d'actrice-chanteuse-danseuse sex-symbol international) l’interprète avec humour avec un succès mondial dans un de ses derniers films Le Milliardaire de George Cukor, en 1960, ou elle joue un rôle de danseuse-chanteuse de music-hall avec Yves Montand (avec qui elle a une célèbre aventure amoureuse durant le tournage du film aux studios de la 20th Century Fox d'Hollywood, avant de disparaître tragiquement 2 ans plus tard en 1962 à l'age de 36 ans) « Mon nom est Lolita, et je ne suis pas censée jouer avec les garçons, mon coeur est à Papa, tu vois qui, le propriétaire. Pendant une partie de golf, je peux peut être m'amuser un peu avec le caddie, mais quand je le fais, je ne vais pas plus loin, car mon cœur est à papa. Si un soir j'invite un garçon, pour lui faire goûter ma bonne cuisine, j'adore tout simplement qu'il m'en demande plus, mais mon cœur appartient à Papa. Oui, mon cœur est à Papa, donc je ne peux pas être mauvaise, oui mon coeur est à papa, Da, Da, Da, Da, Da, Da, Da, Da, DAAAAD, Pa, pa, pa, pa pa pa pa Papa, donc je te te préviens mon gars, bien que je sache que tu es tout à fait formidable, mon cœur est à papa, car mon papa, il en prend bien soin... ».

## Reprises
La chanson est reprise entre autres par Count Basie (1938), Peggy Lee (1953), Eartha Kitt (1957), Dizzy Gillespie (1959), Oscar Peterson (1962), Ella Fitzgerald (1972), Colette Magny (album Chansons pour Titine de 1983, réédité sous le titre Blues en 1999), Dee Dee Bridgewater (album Dear Ella de 1997), Lisa Ekdahl (album Heaven, Earth and Beyond, 2002) et Ariana Grande (dans son album live) (2019).

## Comédie musicale et cinéma
- 1938 :  Leave It to Me!, comédie musicale de Cole Porter, interprétée par Mary Martin.
- 1938 : Black Velvet (en), interprétée par Pat Kirkwood.
- 1940 : Love Thy Neighbor (en), film musical de Mark Sandrich, interprétée à nouveau par Mary Martin
- 1946 : Nuit et Jour, de Michael Curtiz, film biographique de la vie de Cole Porter (joué par Cary Grant) interprétée par Mary Martin
- 1960 : Le Milliardaire, film musical de George Cukor, interprétée par Marilyn Monroe.